# بلاک عصبی
بلاک عصبی یا بلاک منطقه‌ای عصبی به ایجاد هرگونه وقفه عمدی در حرکت پیام عصبی در طول عصب گفته می‌شود که معمولاً در راستای کاهش درد انجام می‌شود. بلاک عصبی یک روند کوتاه مدت است که معمولاً از چند ساعت تا چند روز به طول می‌انجامد و در طی آن بی‌حس‌کننده موضعی و کورتیکواستروئید و مواد دیگر در داخل یا کنار عصب تزریق می‌شود.

انسداد نورولوتیک، از بین رفتن عمدی و موقتی رشته عصبی از طریق استفاده از مواد شیمیایی، گرما، سرما که می‌تواند برای هفته‌ها یا ماه‌ها یا برای همیشه باقی بماند.

از بین بردن نورون، شامل قطع کردن نورون یا قسمتی از آن جهت ایجاد انسداد دائمی عصب استفاده می‌شود.

مفهوم بلاک عصبی گاهی شامل بلاک اعصاب مرکزی مانند اسپاینال و اپیدورال می‌شود.
روش بلاک عصبی را می‌توان برای از بین بردن دردهای مزمن و طولانی مدت، دردهای جراحی، دردهای حاد شدید یا دردهای کوتاه مدت مورد استفاده قرار داد.

## بی‌حس‌کننده موضعی در بلاک عصبی
در این روش معمولاً ترکیبی بی‌حس‌کننده موضعی (مانند لیدوکائین)، اپی‌نفرین، استروئید (کورتیکواستروئید) و مشتقات تریاک استفاده می‌شود. اپی‌نفرین باعث انقباض عروقی می‌شود که در نهایت باعث کاهش جذب عروقی بی‌حس‌کننده موضعی می‌شود.

استروئید باعث کاهش التهاب بافتی می‌شود و مخدر هم اثرات ضد دردی دارد.

بلاک عصبی می‌تواند به صورت‌های مختلف انجام شود مثلاً فقط تزریق یکجا، تزریق‌های مکرر، تزریق در دوره‌های زمانی مشخص یا تزریق به صورت مداوم انجام شود. بلاک اعصاب محیطی پیوسته را می‌توان در عمل جراحی اندام تحتانی به عنوان مثال بلاک عصب فمورال جهت ایجاد بی‌دردی برای جراحی تعویض مفصل زانو انجام داد.

بلاک عصبی یک روش کاملاً استریل است که در بیمارستان یا درمانگاه انجام می‌شود. در این روند برای مشخص کردن دقیق محل سوزن جهت تزریق ترکیب دارویی می‌توان از دستگاه سونوگرافی، فلوروسکوپی و سی‌تی اسکن استفاده کرد. تحریک الکتریکی می‌تواند سبب ایجاد بازخورد مناسب و در نهایت مشخص شدن فاصله سوزن تا عصب هدف باشد.

هنوز شواهد روشنی از اینکه استفاده از اپی‌نفرین برای ایجاد بلاک عصبی در انگشتان دست یا پا امن باشد در دسترس نیست. البته یک بررسی در سال ۲۰۱۵ نشان می‌دهد استفاده از این ترکیب در افرادی که سلامتی کامل دارند مشکلی ایجاد نمی‌کند.

## انسداد نورولیتیک
انسداد نورولیتیک نوعی بلاک عصبی است که در آن نوعی آسیب عمدی با استفاده از مواد شیمیایی (که به این روش نورولیز گفته می‌شود) یا حالتهای فیزیکی مانند گرما یا سرما ایجاد می‌کنند. این روش باعث از بین رفتن عصب و در نهایت جلوگیری از انتقال پیام‌های عصبی درد در رشته عصبی می‌شود. در این روش لایه نازک محافظ رشته عصبی (به نام لایه بازال) حفظ می‌شود که رشته عصبی آسیب دیده دوباره بتواند در آن کانالی که وجود دارد دوباره رشده کرده و دو قسمت قطع شده دوباره به یکدیگر متصل شود و در نهایت عملکرد عصب دوباره بازمی‌گردد.

## نوروکتومی
نورکتومی یک روش جراحی است که در آن قسمتی از یک رشته عصبی بریده و حذف می‌شود. قطع کردن عصب حسی با قطع شدن کانال ایجاد شده توسط لایه بازال همراه است که در نهایت با نبود این کانال رشته عصبی قابلیت رشد و اتصال دوباره را نخواهد داشت، که به مرور باعث نورما و دردهای نوروپاتیک خواهد شد. به همین دلیل روش بلاک نورولیتیک نسبت به این روش ترجیح داده می‌شود.

این روش در موارد بسیار نادر از جمله درمان دردهای شدید مزمن که به روش‌های دیگر پاسخ نمی‌دهد انجام می‌شود. همچنین در موارد دیگر از جمله پرش‌های عضلانی، سرخ شدن شدید ناگهانی و تعریق بیش از حد استفاده می‌شود.

یک تمرین ساده قبل از این عمل به این صورت است که ماده بی‌حس‌کننده موضعی را در همان عصبی که قرار است به روش جراحی بریده و خارج شود تزریق می‌کنند که اثرات و عوارض جانبی آن مشخص شود. برای روش نوروکتومی بیمار تحت بیهوشی عمومی قرار گرفته و جراحی توسط جراح مغز و اعصاب انجام می‌شود.

## جهت مطالعه بیشتر
- بلوک‌های عصبی یکی از روش‌های درمان سردردهای شدید
- درمان دردهای ناشی از سرطان